# Trò chơi hành động phiêu lưu

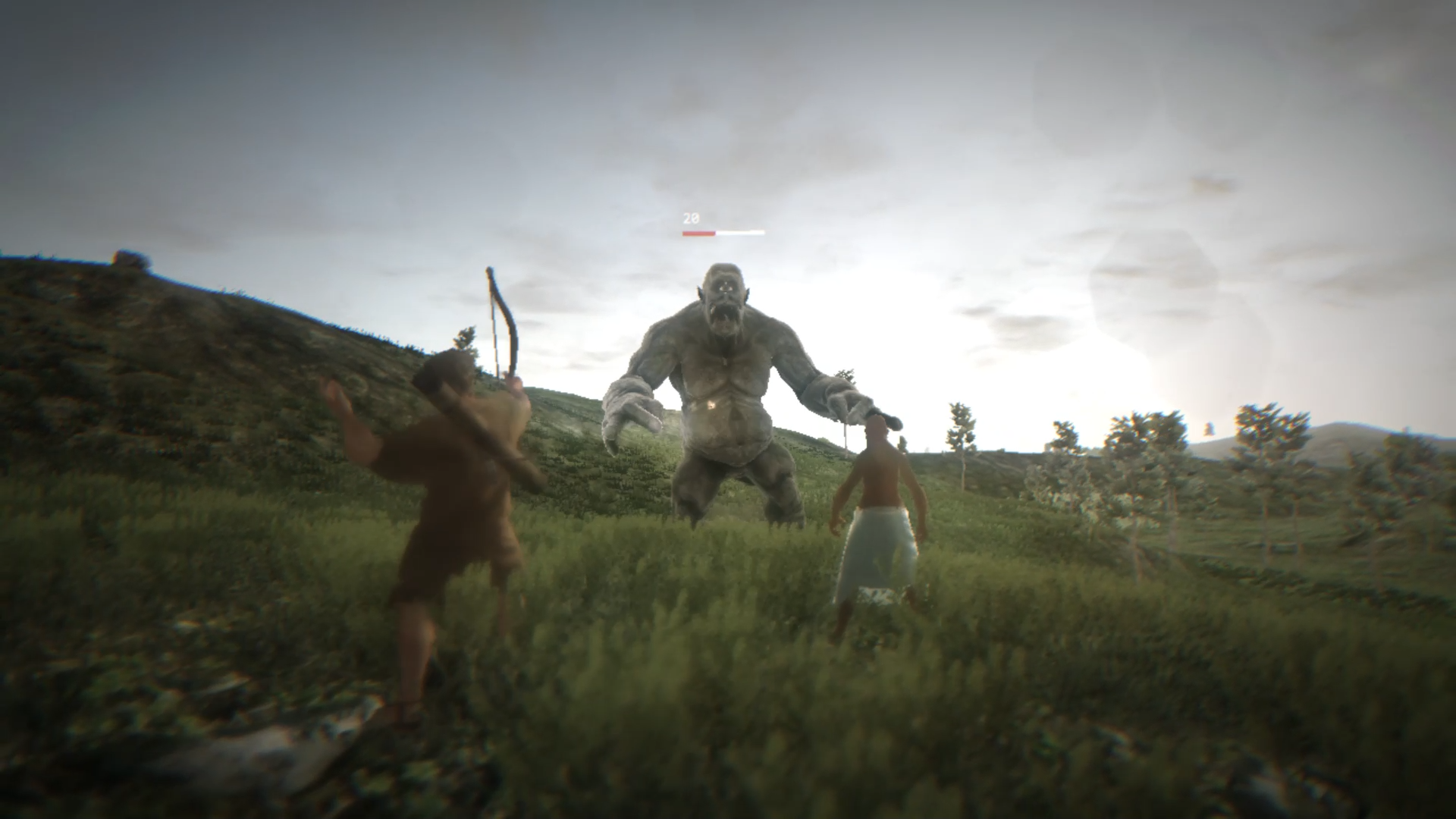
LOGOS Bible Video Game

Hành động phiêu lưu là một thể loại trò chơi điện tử kết hợp các yếu tố cốt lõi của hai thể loại phiêu lưu và hành động. 
Được kết hợp từ hai thể loại, hành động phiêu lưu có định nghĩa khá rộng và các trò chơi thuộc thể loại này thường được xếp vào các thể loại cụ thể hơn. Thông thường, các trò chơi thuần phiêu lưu có những vấn đề mang tính tình huống người chơi cần giải quyết mà không có hoặc rất ít tính hành động. Yếu tố hành động, nếu có, thường là các minigame độc lập. Các trò chơi thuần hành động thì có lối chơi dựa trên các tương tác thời gian thực được thiết kế để thử thách phản xạ của người chơi. Do đó, các trò chơi hành động phiêu lưu sử dụng cả phản xạ và kỹ năng giải quyết vấn đề, trong các tình huống bạo lực lẫn không bạo lực.

## Định nghĩa
Một tựa game hành động phiêu lưu có thể được định nghĩa là một trò chơi kết hợp các yếu tố của trò chơi phiêu lưu và trò chơi hành động, đặc biệt là những yếu tố then chốt như giải đố. Các tựa game hành động phiêu lưu đòi hỏi nhiều kỹ năng cần thiết đối với thể loại hành động, nhưng đồng thời có cốt truyện, các nhân vật, hệ thống vật phẩm, lời thoại cũng như các yếu tố khác của thể loại phiêu lưu. Trò chơi hành động phiêu lưu có nhịp độ nhanh hơn trò chơi thuần phiêu lưu vì có những thử thách mang tính vật lý lẫn trừu tượng. Lối chơi của thể loại hành động phiêu lưu có sự kết hợp giữa các tình tiết kể chuyện phức tạp. Cốt truyện của trò chơi chịu tác động rất lớn từ các hành động của nhân vật người chơi, kích hoạt các sự kiện câu chuyện và do đó ảnh hưởng đến dòng chảy của trò chơi. Một số ví dụ cho thể loại hành động phiêu lưu bao gồm các dòng trò chơi The Legend of Zelda, God of War và Tomb Raider.

## Các thể loại con
Mặc dù các trò chơi phiêu lưu hành động rất đa dạng và khó phân loại, nhưng vẫn có một số thể loại con riêng biệt. Các thể loại con phổ biến bao gồm:

### Phiêu lưu hành động góc nhìn thứ nhất
Sử dụng lối chơi bắn súng góc nhìn thứ nhất, bỏ qua các cơ chế hành động liên tục, vốn là yếu tố có lợi trong trò chơi phiêu lưu, quan trọng như giải quyết vấn đề môi trường và cốt truyện phức tạp. Các ví dụ đáng chú ý bao gồm Metroid Prime, Half-Life 2, Dishonored, Cyberpunk 2077, và Far Cry 3.
- Immersive sim, thường là các trò chơi được chơi từ góc nhìn thứ nhất bao gồm các yếu tố nhập vai, lén lút, và các trò chơi platform tạo ra nhiều hệ thống trò chơi mà người chơi có thể sử dụng để hoàn thành các mục tiêu theo nhiều cách khác nhau, tạo cảm giác người chơi có quyền tự quyết và có lối chơi nổi bật.

### Phiêu lưu hành động góc nhìn thứ ba
Chơi ở góc nhìn người thứ ba. Các ví dụ đáng chú ý bao gồm các loạt trò chơi như Tomb Raider, The Legend of Zelda, Grand Theft Auto, Red Dead, Hitman và Uncharted.

### Trò chơi phiêu lưu platform
Nhấn mạnh đến tính năng khám phá và giải câu đố nhưng cũng có các quy ước trò chơi platform truyền thống. Ví dụ về các trò chơi thuộc loại này bao gồm loạt Tomb Raider, Metroid  và Castlevania ; thuật ngữ "Metroidvania" có nguồn gốc từ hai trò chơi đó, sau này được sử dụng để mô tả các trò chơi thuộc thể loại này, thường dựa trên các platform hai chiều.

### Phiêu lưu platform góc nhìn đẳng cự
Tự do khám phá các môi trường với lối chơi ba chiều và đồ họa hai chiều bằng cách sử dụng phép chiếu đẳng cự.

### Trò chơi lén lút
Nhấn mạnh việc tránh bị kẻ thù phát hiện hơn là  tham chiến trực tiếp, dẫn đến việc chú trọng nhiều hơn vào việc khám phá và giải câu đố so với các loại trò chơi hành động khác. Các ví dụ đáng chú ý bao gồm loạt Metal Gear, Assassin's Creed, Splinter Cell và Hitman.

### Kinh dị sinh tồn
Nhấn mạnh việc "quản lý kho" và đảm bảo người chơi có đủ đạn dược và vật phẩm phục hồi để "sống sót" trong bối cảnh kinh dị. Kinh dị sinh tồn là thể loại có lối chơi đa dạng nên không phải game kinh dị sinh tồn nào cũng có chung những đặc điểm này. Resident Evil, State Of Decay, The Last Of Us, Left 4 Dead và Silent Hill đã phổ biến phân nhánh này cho đến nay, đây là nhượng quyền thương mại phổ biến nhất cùng loại.

### Trò chơi sinh tồn
Tính năng sinh tồn với kết thúc mở mà không có các yếu tố siêu nhiên thường thấy trong các trò chơi kinh dị sống còn.